# Емелино (Свердловская область)
Емелино — посёлок в муниципальном округе Ревда Свердловской области России.

## Географическое положение
Емелино расположено в 7 километрах (по дорогам в 8 километрах) к западу от города Ревды, в истоках реки Медвежки (левого притока реки Ревды), на восточном склоне хребта Шайтанский увал. В посёлке находится станция Емелино Свердловской железной дороги направления Москва — Казань — Екатеринбург.

## История посёлка
Посёлок возник в 1932 году. Происхождение названия неясно. По рассказам местных жителей известно, что под горой в XIX веке жил манси по имени Емельян. В этих местах были его охотничьи угодья. Когда же в 1913 году началось строительство Казанбургской железной дороги, мужчина из этих мест ушёл, но гора, река, а затем и построенный разъезд сохранили его имя. В посёлке ранее была начальная школа, далее детей отправляли в интернаты.
В 1962 году в посёлке Дружинино для ребят с ближайших станций Ильмовка, Дидино, Емелино, Бойковая казарма был построен интернат. Учащиеся теперь не ездили домой ежедневно, а жили в двухэтажном здании со всеми удобствами, учились неделю, а домой уезжали на выходные и на каникулы. Раз в месяц приходил вагон-клуб, который доставлял хозтовары и продукты.

## Население
| 2002 | 2010 | 2021 |
| ---- | ---- | ---- |
| 3    | ↘0   | ↗22  |